# Templo y exconvento de San Francisco (Tlahuelilpan)
El Templo y exconvento de San Francisco se encuentra localizado en la ciudad de Tlahuelilpan, Hidalgo (México). Pertenece al conjunto de edificaciones mendicantes levantadas por los franciscanos en el siglo XVI.

## Historia
La conquista de México por Hernán Cortés, quedó consumada con la rendición de Tenochtitlán el 13 de agosto de 1521. El trabajo de evangelización en la Nueva España empezó en 1524 cuando arribaron doce franciscanos, en 1526 el mismo número de dominicos y en 1533 siete agustinos. En el estado de Hidalgo empezó cuando los franciscanos llegaron a Tepeapulco en 1527 y los agustinos legan a Atotonilco el Grande y Metztitlán en 1536. En el año de 1560, se establecieron los primeros españoles, con ello los fundaron un templo religioso de la orden franciscana. El conjunto religioso se construyó entre 1560 y 1570.

## Arquitectura
A diferencia de los conventos agustinos este es modesto, pequeño, y de cortas dimensiones. La fachada principal del templo presenta una chambrana con pequeñas rosas estilizadas al igual que las jambas, y el cordón que distingue la orden franciscana. La capilla abierta es de estilo plateresco, exhibe en su arco un grupo de medallones labrados rodeados por una chambrana. Presenta un arco con una serie de óvalos con adornos florales; la clave luce dos ángeles sosteniendo una corona de espinas, el tablero que enmarca la arquivolta están ornamentado con ángeles. El claustro cuenta con sus arquerías talladas en piedra con labrados y fustes lisos, estriados y en espiral. En los arcos laterales, los fustes de las columnas aparecen estriados, de perfil recto, teniendo además en su estrado una ornamentación con motivos de la fauna.

## Pintura mural

Interior del templo de San Francisco.

En la nave del templo se encuentran los restos de pintura mural correspondientes a dos frisos policromados, pintados sobre el enlucido; estos se encuentran ubicados en los muros laterales en su parte superior. Estos frisos comprenden una forma rectangular predominante en sentido horizontal donde se encuentran plasmadas una serie de escenas circunscritas en óvalos. Ofrecen una lectura de izquierda a derecha viendo hacia el presbiterio, iniciando en el friso norte y concluyendo en el friso sur. Cada friso comprende un total de cuatro escenas, por lo que la lectura completa corresponde a los ocho medallones que conforman la obra. El estudio de la iconografía existente presente en las pinturas, plantea la posibilidad de que las ocho imágenes representadas correspondan a las siguientes:
- 1. La Oración del huerto;
- 2. El Prendimiento de Jesús/ La traición de Judas/ Jesús es delatado por Judas;
- 3. Juicio de Cristo ante el procurador romano (Caifás / Pilato / Herodes);
- 4. La Flagelación / Cristo escarnecido / Cristo de la columna;
- 5. Cristo de la meditación / Coronación de espinas / Señor de los Dolores;
- 6. Ecce Homo / Rey de burlas;
- 7. Camino al Calvario / El Cirineo ayuda a Jesús / Una de las tres caídas;
- 8. Preparación para la Crucifixión.